# Volker Kirn
Volker Kirn (* 14. Juni 1966 in Gärtringen) ist ein ehemaliger deutscher Radrennfahrer und nationaler Meister im Radsport.

## Sportliche Laufbahn
Kirn war im Bahnradsport aktiv. 1987 gewann er mit Reinhard Alber, Jens Meinecke und Uwe Messerschmidt die nationale Meisterschaft in der Mannschaftsverfolgung mit dem Bahnvierer der RG Württemberg. 1989 holte er den Titel erneut. Mit ihm fuhren Reinhard Alber, Gerd Dörich und Michael Glöckner im Meisterschaftsfinale. 1985 und 1986 wurde er Vize-Meister in dieser Disziplin. 1989 wurde er Vize-Meister im Zweier-Mannschaftsfahren mit Gerd Dörich als Partner, 1988 war er Dritter geworden.
Nach seiner aktiven Karriere blieb er dem Radsport als Funktionär im Württembergischen Radsportverband verbunden.